# Antoine Maurin
Antoine Maurin (Perpignan, 5 de novembro de 1793 — Paris, 21 de setembro de 1860) foi um pintor e litógrafo que se notabilizou como retratista de políticos. Pertenceu à chamada École française e expôs no Salon de Paris de 1834 e 1836.